# Louis Janover
Louis Janover, nacido en 1937, es un ensayista, traductor y editor francés cuyo pensamiento es cercano al consejismo.

## Biografía
En 1956, Louis Janover firma con el grupo surrealista el folleto Hongrie, soleil levant para apoyar la insurrección de Budapest, texto redactado principalmente por André Breton.
Miembro del grupo Spartacus (1961-1963) junto a Roger Langlais y Bernard Pécheur, firma junto a Pécheur en 1961, en el primero y único número de la revista surrealista Sédition, un artículo crítico hacia la Déclaration sur le droit à l'insoumission dans la guerre d'Algérie, más conocido como « Manifeste des 121», que habían firmado entre otros André Breton, Michèle Bernstein y Guy Debord, y su recuperación por la izquierda tercermundista.
Tras la disolución del grupo Spartacus, crea y dirige la revista Front Noir de 1963 a 1969, donde colabora de forma episódica Gaëtan Langlais, antiguo miembro de la Internacional Letrista y Jacques Moreau, apodado "Le Marechal", pintor cercano a Guy Debord y André Breton. La revista Front Noir se opone a las tesis de la Internacional Situacionista, publica textos de pensadores del comunismo de consejos y desarrolla una crítica radical del concepto de vanguardia.
Janover fue amigo y colaborador del marxólogo Maximilien Rubel, fue codirector de la revista Études de marxologie difundida por el Institut de sciences mathématiques et économiques appliquées (ISMEA).
Janover también ha sido editor o director de colección en editoriales como Gallimard, la Bibliothèque de la Pléiade, Paris-Méditerranée, éditions Sulliver, les Éditions de La Nuit.

## Cita
« El Partido cambia su uniforme estalinista por el de ciudadanista únicamente para seguir siendo él mismo: el eje del orden establecido. Salvador supremo de la burguesía en cada situación de emergencia, el PC es el enterrador del comunismo cuya historia pisoteó desde el principio. Ese anticomunismo de los PC's es la idea mejor guardada del siglo.»

### Prefacios
- Gustav Landauer, La Révolution, Sulliver (collection "Hors Sujet" de Thierry Galibert), 2006.
- Alexandre Berkman, Le mythe bolchevik : journal 1920-1922, préface Miguel Abensour et Louis Janover, Klincksieck, 2017.
- Jules Andrieu, Notes pour servir à la Commune de Paris, Libertalia, 2016.
- Maximilien Rubel, Marx et les nouveaux phagocytes, Éditions du Sandre, 2012.
- Gérard de Nerval, Sylvie, Aurélia, Les Chimères, Libertalia, 2018, 9782377290390
- Collectif, dir. P.-J. Hetzel, Vie privée et publique des Animaux, Éditions des Grands Champs, 2012.

### Artículos
- Jean-Pierre Garnier, Louis Janover, Je réécris ton nom, libertaire, Le Monde libertaire, hebdomadaire de la Fédération anarchiste, 28 janvier 2004, texte intégral.

### Correspondencia
- Éditions Champ libre, Correspondance Vol. 1, Champ libre, 1978 ; rééd. éditions Ivrea, 1996. Intercambio con el editor Gérard Lebovici.